# Pteris bakeri
Pteris bakeri là một loài thực vật có mạch trong họ Pteridaceae. Loài này được C. Chr. miêu tả khoa học đầu tiên năm 1906.